# 六氟砷酸银
六氟砷酸银是一种无机化合物，化学式为AgAsF6。白色晶体，对光和潮湿敏感，易溶于二氧化硫，难溶于二氯甲烷。有毒。

## 制备
六氟砷酸银可由氟化银和五氟化砷反应得到：
AgF + AsF5 → AgAsF6